# Keith Duffy
Keith Arnold Jacques Duffy (Drogheda, 2 giugno 1966) è un bassista irlandese.
Ha collaborato con diversi artisti tra cui Andrew Strong, Clannad, The Commitments, Ronan Keating, Moya Brennan, Tara Blaise, Bernard Fanning, ma è noto soprattutto per essere il bassista della band irlandese The Corrs.

## Biografia
Keith Duffy è nato a Drogheda, Irlanda, il 2 giugno 1966. Terzo di sei fratelli, Keith ben presto mostra di condividere la passione del padre e dei suoi fratelli Paul (sassofonista) e Jason (batterista) per la musica. A 7 anni inizia a suonare il sassofono e continua a suonarlo per i successivi dieci anni prima di dedicarsi al basso.
Non passa molto tempo che i tre fratelli decidono di creare una band: iniziano a viaggiare per l'Irlanda e in Spagna, ma non riescono a sfondare e ad ottenere un contratto discografico. Il gruppo viene sciolto e Keith inizia a collaborare con diversi artisti tra cui Andrew Strong e i Clannad. Nel periodo in cui collabora coi Clannad fa la conoscenza del chitarrista/bassista Anthony Drennan (col quale lavorerà anche in seguito quando entrambi diventeranno i membri aggiuntivi dei The Corrs). Successivamente parte in tour per un anno con i The Commitments.
Nel 1995 viene contattato da John Hughes, il manager dei Corrs, che gli propone di diventare il bassista della band. Anche se inizialmente rifiuta perché stava lavorando con un altro gruppo, Hughes lo convince a incontrarsi coi Corrs per sostenere un provino: Keith lo supera e a partire da quell'anno diventa il bassista della band irlandese.
Keith suona coi Corrs ininterrottamente fino al 2005 quando i quattro fratelli decidono di prendersi una pausa per dedicarsi alle rispettive famiglie.
Nel giugno 2006 entra a far parte (insieme a suo fratello minore Jason Duffy, Anto Drennan e Ken Kiernan) della band The Black Shoes con la quale si esibisce in una serie di tre concerti a Dublino, mentre a partire da luglio inizia ad esibirsi con la cantante Tara Blaise.
Il 23 settembre 2007 a Barcellona ritorna sul palco insieme a Anto Drennan, Caroline e Andrea Corr per il primo concerto da solista di quest'ultima.

## Bassi
Tra i modelli utilizzati più frequentemente ci sono:
- Lakland Classic 55-94 Series Bass (cinque corde)
- Lakland Bob Glaub Signature Model (quattro corde)
- Guild Classic (quattro corde)

## Discografia
- 1996 – The Corrs - Live (The Corrs).
- 1997 – Talk on Corners (The Corrs).
- 1998 – Talk on Corners - Tour Edition (The Corrs).
- 1998 - Talk on Corners - Special Edition - Europe Version (The Corrs).
- 1998 – Talk on Corners - Special Edition - USA Version (The Corrs).
- 1999 – The Corrs Unplugged (The Corrs).
- 1999 – Whisper to the Wild Water (Moya Brennan).
- 2000 – In Blue (The Corrs).
- 2000 – In Blue - Special Edition (The Corrs).
- 2001 – The Best of The Corrs (The Corrs).
- 2002 – The Corrs: Live in Dublin (The Corrs).
- 2003 – War Child: Hope (Artisti vari).
- 2004 – Two Horizons (Moya Brennan).
- 2004 - Borrowed Heaven (The Corrs).
- 2005 – Home (The Corrs).
- 2006 – Tea & Sympathy (Bernard Fanning).
- 2006 – Dreams: The Ultimate Corrs Collection (The Corrs).

## Filmografia
- 1998 – The Corrs: Live At The Royal Albert Hall.
- 1999 – The Corrs: Live At The Lansdowne Road.
- 2000 – The Corrs: Unplugged.
- 2001 – The Corrs: Live In London.
- 2002 – Party At The Palace - The Queen's Golden Jubilee.
- 2002 – South Africa Freedom Day: Concert On The Square.
- 2002 - The Best Of The Corrs - The Videos.
- 2004 – 46664 - The Event.
- 2005 – All The Way Home - A History Of The Corrs.
- 2005 – The Corrs: Live In Geneva 2004.